# Notodelphys dentata
Notodelphys dentata is een eenoogkreeftjessoort uit de familie van de Notodelphyidae. De wetenschappelijke naam van de soort is voor het eerst geldig gepubliceerd in 1921 door Schellenberg.